# Taj Burrow
Taj Burrow es un surfista profesional nacido en Busselton, Australia Occidental, Australia el 2 de junio de 1978. Su sobrenombre en el mundo del surf es TB.

## Carrera profesional
Taj Burrow es el surfista más joven en ganar las WQS series de 1996 con 18 años y en clasificarse para el ASP World Tour de 1997, pero declinó dar el salto ese año y esperó uno más al no sentirse seguro de sus posibilidades. En 1998 ya entró en el campeonato del mundo profesional y fue nombrado "Novato del Año" (Rookie of the Year). Al año siguiente, en 1999, acabó segundo, su mejor marca como profesional del ASP World Tour. En 2002 finalizó cuarto y en 2003, tercero.
Con 25 años entró en el Salón de Honor del Surf australiano (Australian Surfing Hall of Fame) y sus ganancias acumuladas en el ASP World Tour son de 809.397 dólares. Burrow tiene un libro en el mercado, ‘Taj Burrow’s Book of Hot Surfing’ y participó en la película de surf Step Into Liquid.

## Victorias
A continuación, el desglose, de sus victorias en los eventos de cada año:
- 2010

- quiksilver pro -
- 2009

- Billabong Pro Pipeline Masters - Banzai Pipeline , Oahu North Shore
- 2007

- Billabong Pro Jeffreys Bay - Sudáfrica
- Rip Curl Pro Bells Beach, Bells Beach, Victoria - Australia
- 2004

- Santa Catarina Pro, Florianópolis - Brasil
- 2002

- Mundial Coca-Cola de Surf, Saquarema - Brasil
- 1999

- Rio Marathon Surf International, Barra da Tijuca, Río de Janeiro - Brasil

- Coke Surf Classic, Manly Beach, Nueva Gales del Sur - Australia
Victorias fuera del Foster's ASP World Tour (sólo los últimos 2 años):
- 2004

- Beach Games/Honda US of Surfing, Huntington Beach - Estados Unidos (ASP WQS)